# Coupe d'Allemagne féminine de football 1990-1991
Navigation
Édition précédente Édition suivante
Le DFB-Pokal Frauen 1990-1991 est la onzième édition de la Coupe d'Allemagne féminine.
Il s'agit d'une compétition à élimination directe ouverte aux vainqueurs des coupes de chaque fédération régionale. Elle est organisée par la Fédération allemande de football (DFB).
La finale a lieu le 22 juin 1991 au stade olympique de Berlin. Le Grün-Weiß Brauweiler remporte sa première Coupe d'Allemagne.

## Format
Les équipes participantes sont les vainqueurs des coupes des fédérations régionales, chaque fédération envoie une équipe. La compétition commence avec les huitièmes de finale qui se jouent sur un match, comme les quarts de finale et les demi-finales. 
La finale se joue le 22 juin 1991 en lever de rideau de la finale masculine.
Avec la création de la Bundesliga féminine en 1990 et la réunification de l'Allemagne, c'est la dernière fois que ce format est adopté.

## Demi-finales
Les matchs se jouent le 5 mai 1991.
| Equipe 1             | Equipe 2                | Score |
| -------------------- | ----------------------- | ----- |
| TSV Siegen           | Bayern Munich           | 2 - 0 |
| Grün-Weiß Brauweiler | VfR Eintracht Wolfsburg | 6 - 0 |

## Finale
| 22 juin 1991 | Grün-Weiß Brauweiler | 1 - 0   | TSV Siegen | Stade olympique de Berlin, Berlin |                     |
|              |                      | (1 - 0) |            | Spectateurs : 5 000               | Spectateurs : 5 000 |

- Le Grün-Weiß Brauweiler, club de deuxième division, créé la surprise en battant le TSV Siegen le champion d'Allemagne en titre et détenteur de quatre Coupes d'Allemagne[2].